# 제니 방적기

독일 부퍼탈의 박물관에 전시된 제니 방적기.

제니 방적기(spinning jenny)는 방추가 여러 개인 방적틀로서, 제1차 산업혁명 당시 주요 발명품 중 하나다. 1764년 잉글랜드 랭커셔의 제임스 하그리브스가 발명했다. 방적틀 하나에 노동자 하나가 붙어서 8개 이상의 방추를 돌릴 수 있게 되면서 방직업에 드는 일의 양이 획기적으로 줄어들었고, 기술이 개선됨에 따라 방추의 개수가 120개까지 늘어났다. 제니 방적기로 생산되는 실은 그렇게 튼튼하지 않은 문제가 있었는데, 리처드 아크라이트가 수력으로 작동하는 수력방적기를 발명하면서 개선되었다. 제니 방적기는 근대식 공장 시스템을 시작시켰다.

## 같이 보기
- 제면소
- 러다이트 운동

## 참고 문헌
- - Espinasse, Francis (1874). 《Lancashire Worthies》. London: Simpkin, Marshall, & Co. 2010년 12월 1일에 확인함.never gonna give you up